# Anja Wilhelm
Anja Wilhelm (* 26. September 1968 in Wolfsburg) ist eine ehemalige deutsche Kunstturnerin.
Die für den VfL Wolfsburg startende 15-jährige Anja Wilhelm erreichte international mit ihrer Finalteilnahme am Schwebebalken bei der Kunstturn-WM 1983 in Budapest ihren ersten großen Erfolg. Bei den Olympischen Sommerspielen 1984 in Los Angeles erreichte sie mit der Mannschaft den 4. Platz. In den Folgejahren dominierte Anja Wilhelm über viele Jahre das bundesdeutsche Kunstturnen und gewann 1987 bei der Kunstturn-EM in Moskau am Schwebebalken die Bronzemedaille. Nach zwischenzeitlichem Abschied vom Leistungssport und einem erfolgreichen Comeback beendete sie ihre aktive Laufbahn erst in den 90er-Jahren. Sie gewann insgesamt zwölf deutsche Meistertitel, womit sie hinter Uta Schorn und Elisabeth Seitz die drittmeisten gewann.

## Belege
1. ↑  Hambüchen verpasst neuntes Reck-Gold (Memento vom 15. November 2019 im Internet Archive)

| Personendaten    | Personendaten      |
| ---------------- | ------------------ |
| NAME             | Wilhelm, Anja      |
| KURZBESCHREIBUNG | deutsche Turnerin  |
| GEBURTSDATUM     | 26. September 1968 |
| GEBURTSORT       | Wolfsburg          |